# Lollia Paulina

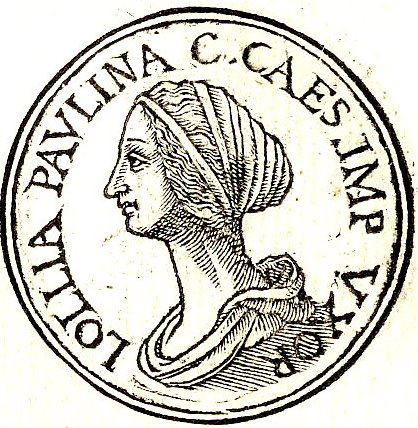
Lollia Paulina från "Promptuarii Iconum Insigniorum "

Lollia Paulina, född cirka år 15, död 49, var en romersk kejsarinna, gift med kejsar Caligula.
Hon var dotter till senator Marcus Lollius Paulinus och Volusia Saturnina och arvtagare till en förmögenhet. Hon gifte sig med provinsguvernören Publius Memmius Regulus. Kejsar Caligula tvingade henne att skilja sig och gifta om sig med honom år 38: ett halvår efter vigseln skilde han sig från henne och förbjöd henne att gifta sig eller ha samlag med någon annan. År 49 föreslogs hon eller Agrippina den yngre som äktenskapspartner för kejsar Claudius. Agrippina den yngre blev utvald för äktenskapet, och såg till att Paulina åtalades och dömdes till exil för svartkonst; hon tvingades därefter begå självmord.